# Буди-Ґрудзе
Буди-Ґрудзе (пол. Budy-Grudzie) — село в Польщі, у гміні Острув-Мазовецька Островського повіту Мазовецького воєводства.
Населення — 137 осіб (2011).
У 1975-1998 роках село належало до Остроленцького воєводства.

## Демографія
Демографічна структура станом на 31 березня 2011 року:
|          | Загалом | Допрацездатний вік | Працездатний вік | Постпрацездатний вік |
| -------- | ------- | ------------------ | ---------------- | -------------------- |
| Чоловіки | 77      | 10                 | 58               | 9                    |
| Жінки    | 60      | 11                 | 33               | 16                   |
| Разом    | 137     | 21                 | 91               | 25                   |